# Faf de Klerk
François de Klerk, detto Faf (Nelspruit, 19 ottobre 1991), è un rugbista a 15 sudafricano, dal 2022 mediano di mischia dei Yokohama Canon Eagles e campione del mondo nel 2019 e 2023 con il Sudafrica.

## Biografia
De Klerk si formò come giocatore prima nel settore giovanile dei Blue Bulls e successivamente in quello dei Golden Lions. Il suo debutto professionistico avvenne con i Pumas durante la Vodacom Cup del 2012. Con la medesima formazione, fece anche, nello stesso anno, il suo esordio in Currie Cup raggiungendo la finale della seconda divisione del torneo. Nella stagione successiva conquistò con i Pumas la promozione in prima divisione. Nel 2014 debuttò nel Super Rugby con la franchigia dei Lions, ma solo nel 2016 si trasferì nell'afferente club dei Golden Lions per giocare le competizioni nazionali sudafricane. Disputò da titolare con i Lions le finali di Super Rugby 2016 e 2017 uscendone sconfitto in entrambe le occasioni. Al termine dell'edizione 2017 si trasferì nella squadra inglese dei Sale Sharks. Nella sua prima stagione di English Premiership risultò, con 97 punti segnati, il decimo miglior marcatore del torneo e fu, inoltre, inserito nella formazione ideale del campionato. Rinnovò per altri quattro anni il suo contratto con i Sale Sharks nel dicembre 2018.
De Klerk debuttò a livello internazionale con il Sudafrica contro l'Irlanda nella prima partita del tour degli irlandesi del giugno 2016. Successivamente il commissario tecnico Allister Coetzee lo fece scendere in campo in tutti gli incontri dell'annata internazionale, dei quali ne saltò solo uno durante il The Rugby Championship. A causa della clausola che escludeva dalla nazionale i giocatori militanti all'estero con meno di trenta presenze internazionali, il suo trasferimento in Inghilterra ai Sale Sharks gli precluse qualsiasi apparizione con gli Springboks durante tutto il 2017. La situazione cambiò con l'avvento del nuovo selezionatore Rassie Erasmus che lo convocò per affrontare l'Inghilterra nella prima sfida del tour estivo del 2018 dei britannici. De Klerk rispose segnando la sua prima meta internazionale nel primo test. Oltre che nella tournée, fu titolare in tutto il The Rugby Championship 2018 e poi partecipò al tour di novembre della nazionale africana. Al termine della stagione fu, inoltre, inserito tra i sei giocatori nominati per la vittoria del prestigioso premio come Miglior giocatore World Rugby dell'anno. Dopo aver figurato nella vittoria del The Rugby Championship 2019, fu chiamato nella rosa sudafricana per disputare la Coppa del Mondo di rugby 2019. Oltre a due partite nella fase a gironi, giocò come titolare tutti gli incontri della fase finale che portarono gli Springboks a laurearsi campioni del mondo.

## Palmarès
- Coppe del mondo: 2
Sudafrica: 2019, 2023
- Rugby Championship: 1
Sudafrica: 2019